# Drückmaschine

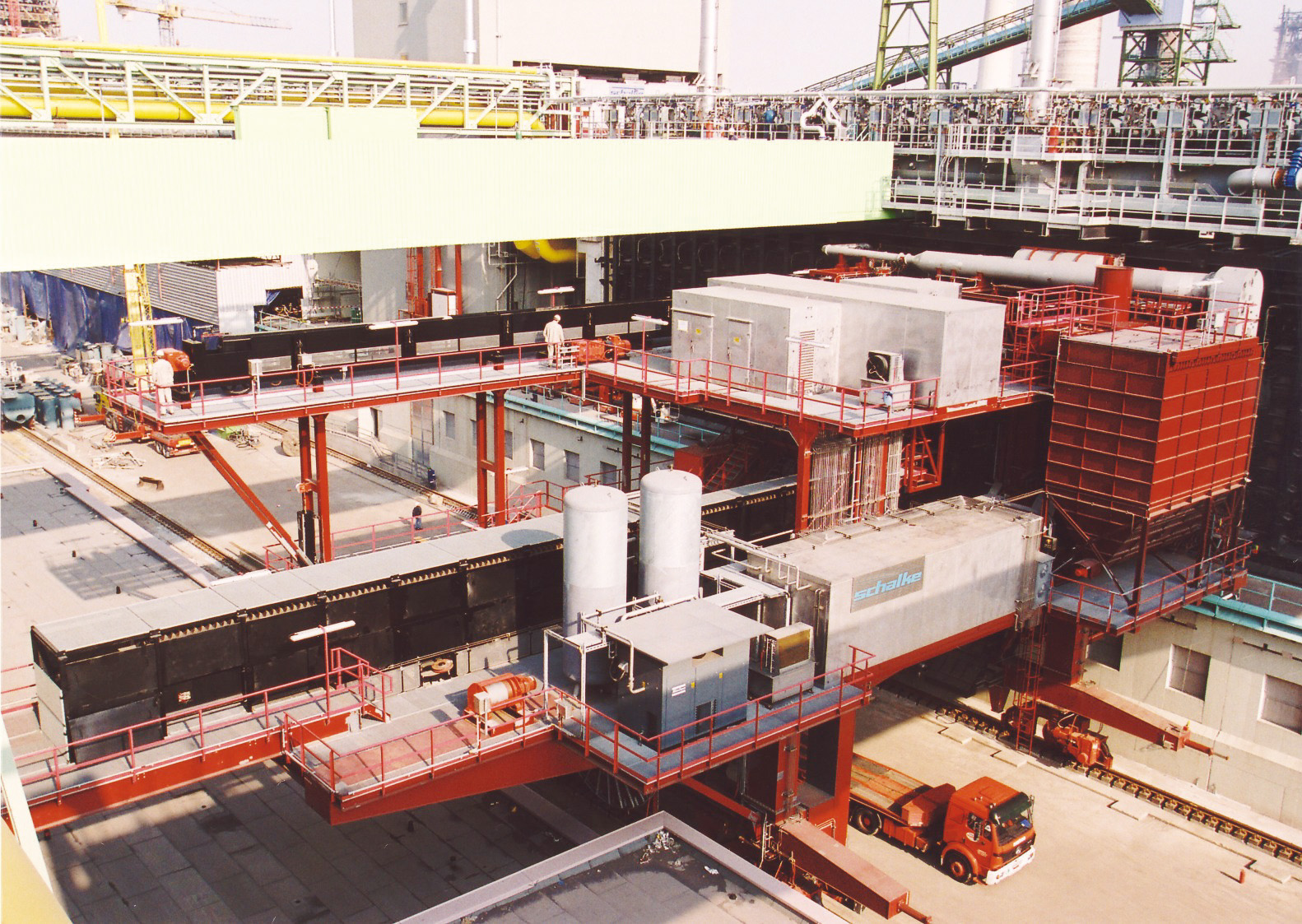
Koksausdrückmaschine der Kokerei Schwelgern, Schalker Eisenhütte

Eine Drückmaschine (auch Koksdrückmaschine, Koksausdrückmaschine, Koksausstoßmaschine oder Druckmaschine) ist in der Kokerei eine Maschine zum Ausdrücken des fertig gegarten Koks aus dem Koksofen.
Mit der Einführung von Kammeröfen um 1900 wurden auch die ersten Drückmaschinen konstruiert. Zuvor mussten die Öfen in Handarbeit von Arbeitern entleert werden. Die Drückmaschine ist eine elektrisch betriebene, mehrere 100 Tonnen schwere Maschine, die an den Ofenbatterien entlangfährt, um jeweils eine Ofenkammer auszudrücken. Mit der zunehmenden Größe der Koksöfen wurden auch die Drückmaschinen größer. Heute wird die Drückmaschine von einem Maschinisten in einem klimatisierten Befehlsstand bedient.

## Galerie

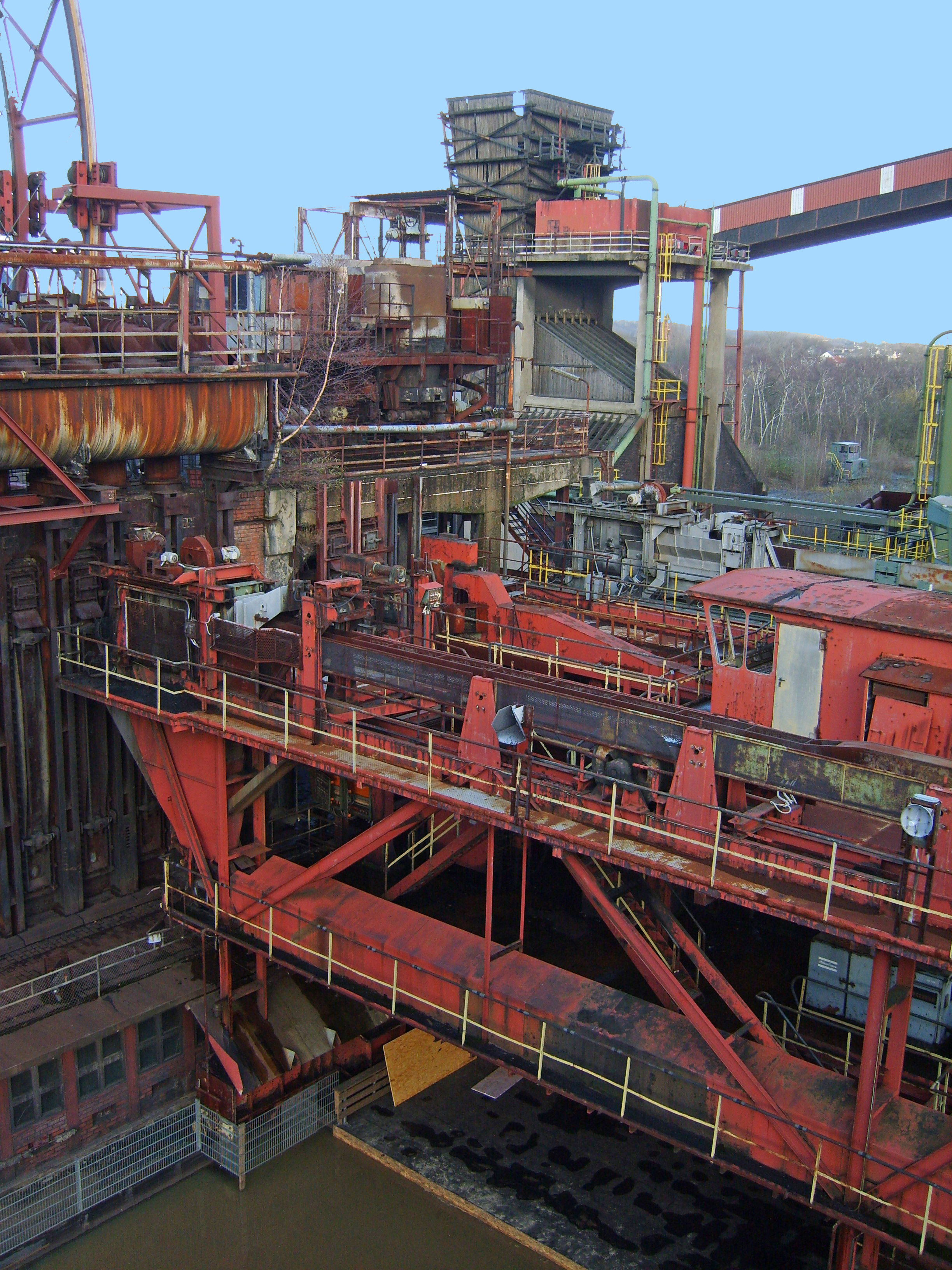
Drückmaschine der Kokerei Zollverein von oben
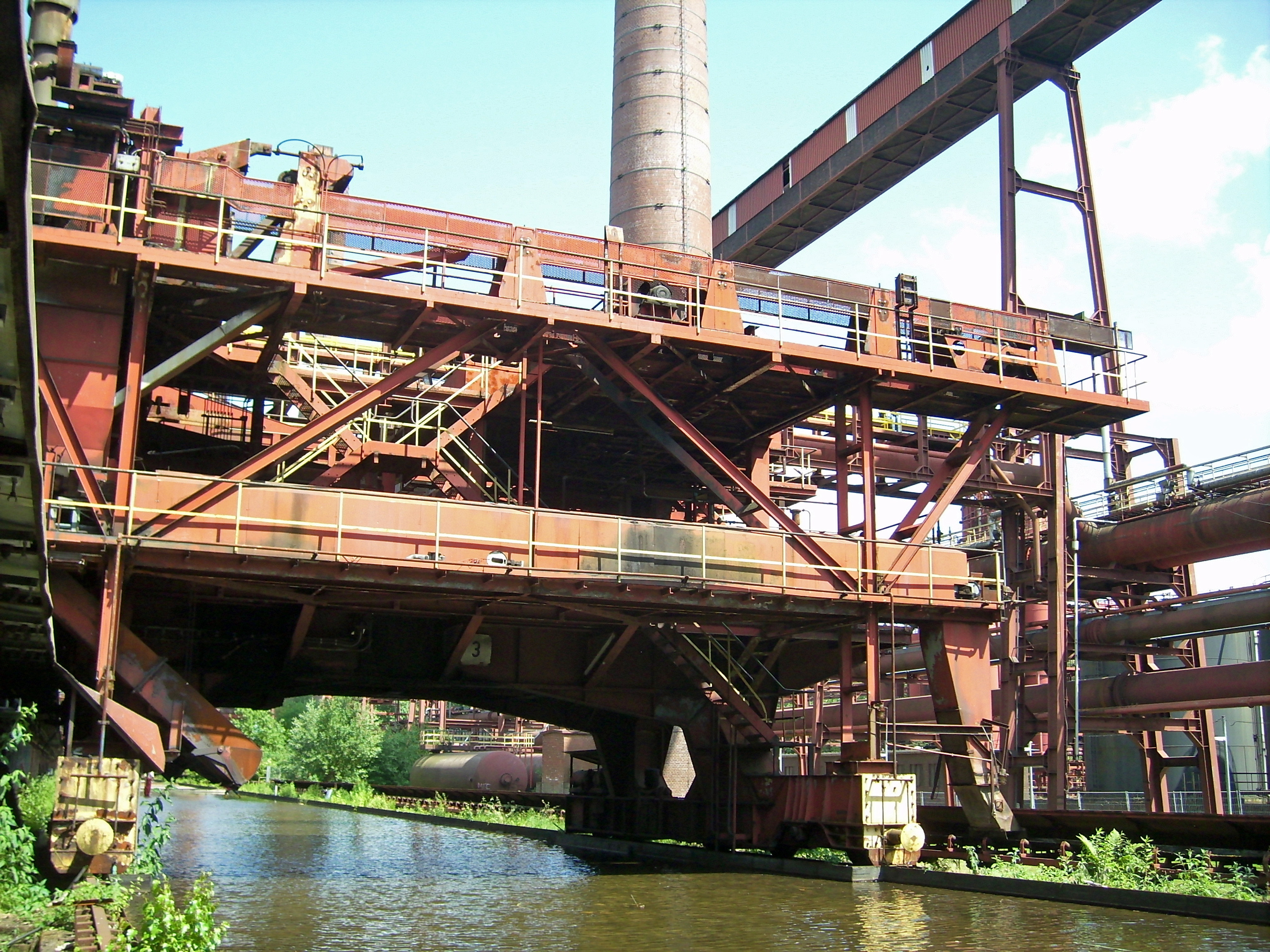
Drückmaschine der Kokerei Zollverein
- Video eines Drückvorgangs